# 荘公 (陳)
荘公（そうこう）は、春秋時代の陳の君主（在位前699年 - 前693年）。姓は嬀、名は林。桓公の子として生まれた。兄の利公の後をうけて陳国の君主となった。